# Светлен (Тырговиштская область)
Светлен (болг. Светлен) — село в Болгарии. Находится в Тырговиштской области, входит в общину Попово. Население составляет 1148 человек (2022).

## Политическая ситуация
В местном кметстве Светлен, в состав которого входит Светлен, должность кмета (старосты) исполняет Радка Стоянова Кирова (коалиция в составе 2 партий: Гражданский союз за новую Болгарию (ГСНБ), Федерация Активного Гражданского Общества (ФАГО)) по результатам выборов правления кметства.
Кмет (мэр) общины Попово — Людмил Веселинов (коалиция в составе 2 партий: Федерация Активного Гражданского Общества (ФАГО), Гражданский союз за новую Болгарию (ГСНБ)) по результатам выборов 2007 года в правление общины.